# 다나카 세렌
다나카 세렌(일본어: 田中 世蓮, たなか せれん, 1983년 9월 28일~)은 일본의 필드하키 선수이며 포지션은 미드필더이다. 2020년 하계 올림픽에 일본 국가대표로 참가했다.